# The Snow Walker
The Snow Walker es una película del año 2003 protagonizada por Barry Pepper y Annabella Piugattuk. La producción fue dirigida por Charles Martin Smith.

## Sinopsis
Es el año 1953. Charlie Halladay, un joven arrogante y expiloto de guerra, ahora es un experto piloto de hidroaviones en Alaska: trabaja en el norte de Canadá como despachador y viviendo el día a día. Mientras hace una escala con su aeronave, unos nativos chinook (esquimales) le piden que traslade a la joven Kanaalaq para que reciba atención médica en algún hospital, pues padece tuberculosis.
Durante el viaje, la aeronave sufre desperfectos y cae aparatosamente en un desértico y aislado paraje, desbaratándose. Ambos logran sobrevivir y Charlie decide ir por ayuda dejando a la chica cerca de los restos. Cuando lleva recorrida poca distancia, Charlie se da cuenta de que es un perfecto inútil en ese mundo de tundras heladas. Sufre un accidente y habría fallecido si no fuese porque Kanaalaq ha seguido sus pasos y lo rescata de la muerte: ella le atiende y Charlie se da cuenta de que Kanaalaq sabe hacer frente al medio hostil con habilidades que les permiten permanecer vivos. Así, con la ayuda de la chica, Halladay afrontará la búsqueda de rescate.